# Abd al-Aziz ibn Abd ar-Rahman
Abu’l Hasan Abd al-Aziz ibn Abd ar-Rahman Sanchuelo (* zwischen 23. Januar und 22. März 1007; † zwischen 27. Dezember 1060 und 25. Januar 1061 in Valencia) war seit 1021 bis zu seinem Tod  der erste aus der Dynastie der Amiriden stammende König des Taifas von Valencia. Während seiner langen Herrschaft, die in der unbeständigen politischen Landschaft von al-Andalus des 11. Jahrhunderts eine Periode bemerkenswerter Stabilität war, blieb es in seinem Reich ziemlich friedlich.

## Leben
Abd al-Aziz war der Sohn von Abd ar-Rahman Sanchuelo, der kurzzeitig bis 1009 die Herrschaft über das Kalifat von Córdoba ausübte, sowie ein Enkel des bedeutenden Amiriden Almansor. Er war erst zwei Jahre alt, als sein Vater bei einer Revolte entthront und hingerichtet wurde. Zu seinem Schutz wurde er nach Saragossa gebracht, wo er unter der Protektion des dortigen Emirs al-Mundir I. aufwuchs. In dieser Zeit herrschten Mubarak as-Saqlabi und Muzaffar as-Saqlabi, die slawischer Abstammung waren, über Valencia. Nicht lange nach einer in dieser Stadt um 1018 erfolgten Revolte, der Muzaffar zum Opfer fiel, wurde der erst 14-jährige Abd al-Aziz im März oder April 1021 zum Emir von Valencia ausgerufen. Während der ersten zehn Jahre seiner Herrschaft erfreute er sich einer völligen Friedenszeit und konnte sich daher der Befestigung Valencias widmen, indem er diese Metropole mit einer Stadtmauer umgeben ließ, sowie diversen Vergnügungen hingeben. In einer von ihm außerhalb der Stadt als Erholungsort erbauten Palastanlage (Almunia) veranstaltete er luxuriöse Feste. Zu diesem Königspalast, der von Dichtern und Schriftstellern beschrieben wurde, gehörten auch weitläufige Gärten und Teiche. Ferner ließ der Emir von Valencia auch Moscheen, Bäder und Märkte errichten. Am Hof von Abd al-Aziz weilte u. a. Ibn al-Takuruni, der für die Abfassung der offiziellen Schreiben des Emirs zuständig war, zum Wesir aufstieg und großen Reichtum erwarb.
Zunächst erkannte Abd al-Aziz die Oberhoheit des aus der Dynastie der Hammudiden stammenden Kalifen von Córdoba, al-Qasim al-Ma'mun, an und wurde dafür von diesem in der Herrschaft über Valencia bestätigt. Als jedoch der Emir Abbad I. von Sevilla 1035 einen Mann, der sich für den verschwundenen Kalifen Hischam II. ausgab, als solchen anerkannte, gehörte Abd al-Aziz zu den ersten Herrschern von al-Andalus, die dem falschen Hischam ebenfalls Treue schworen. Nachdem Zuhair as-Saqlabi, Emir des Taifas von Almería, im August 1038 im Kampf gegen König Badis ibn Habbus von Granada gefallen war, erlangte Abd al-Aziz die Oberherrschaft über Almería und Murcia und ließ dort Münzen prägen. Den von Zuhair angehäuften Schatz ließ er nach Valencia schaffen. In der Folge bat Abd al-Aziz den Herrscher des Taifas von Dénia, Mudschahid al-Amiri, um Unterstützung für einen geplanten Feldzug gegen Granada, geriet aber dabei mit diesem bei einem Treffen in Lorca in Streit, woraus ihre spätere Feindschaft erwuchs. 1039 übergab Abd al-Aziz seinem Sohn Abd Allah die Regierungsgewalt in Almería. Abd Allah starb jedoch bald, woraufhin Abd al-Aziz den vertriebenen arabischen Aristokraten Man ibn Sumadih, der in Valencia Zuflucht gefunden und eine Schwester von Abd al-Aziz geheiratet hatte, zum neuen Herrn von Almería machte. Anfang 1042 revoltierte Man ibn Sumadih jedoch und erklärte sich für unabhängig.
Um 1041 kam es zu einem kriegerischen Konflikt zwischen Abd al-Aziz und Mudschahid al-Amiri. Letzterer drang über Murcia und Orihuela in das Taifa von Valencia ein und stiftete die Einwohner von Lorca und Játiva zur Revolte an. Abd al-Aziz und sein Kontrahent tauschten während der gesamten Auseinandersetzung beleidigende Briefe aus. Zwar konnte Abd al-Aziz Játiva bald wieder unter seine Kontrolle bringen, doch endete er Krieg erst auf Vermittlung des Emirs al-Musta'in I. von Saragossa. Der Frieden wurde durch ein mehrfaches Heiratsbündnis bekräftigt, indem der älteste Sohn von Abd al-Aziz, Ali, eine Tochter des Königs von Saragossa und der König von Valencia eine Tochter von Mudschahid heiratete. Abd al-Aziz musste jedoch Teile seines Territoriums an die Taifas von Dénia und Almería abtreten. Nach 1041 blieb der Frieden zwischen ihm und Mudschahid aufrecht. 1043 revoltierte Játiva erneut; und bei einem ersten Gefecht gegen die Aufständischen wurde Abd al-Aziz verwundet, konnte aber entkommen. Mit einem Truppenverband drang er danach in Játiva ein und besiegte die Rebellen, von denen zahlreiche fielen. Anschließend erlebte sein Reich wieder bis zu seinem Tod eine Friedenszeit.
Abd al-Aziz, der gleich seinem Großvater auch den Beinamen al-Mansur führte, starb im Dezember 1060 oder Januar 1061 im Alter von 54 Jahren in Valencia. Sein Sohn Abd al-Malik al-Muẓaffar folgte ihm auf den Thron, wurde aber 1065 auf Anstiften des Emirs Al-Mamun von Toledo entthront.